# Lepidopilum undatum
Lepidopilum undatum là một loài rêu trong họ Daltoniaceae. Loài này được Hedw. Müll. Hal. mô tả khoa học đầu tiên năm 1847.